# Andherson Franklin Lustoza de Souza

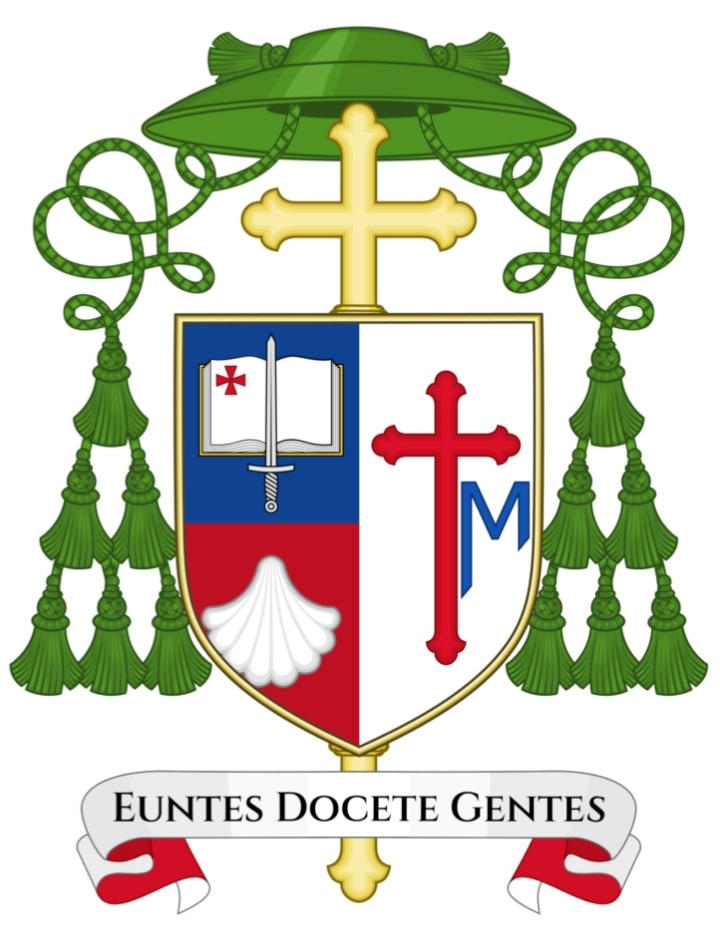
Bischofswappen von Andherson Franklin Lustoza de Souza

Andherson Franklin Lustoza de Souza (* 3. November 1969 in Cachoeiro de Itapemirim, Espírito Santo) ist ein brasilianischer römisch-katholischer Geistlicher und Weihbischof in Vitória.

## Leben
Andherson Franklin Lustoza de Souza studierte bis 1995 Philosophie am Priesterseminar Bom Pastor in Cachoeiro de Itapemirim und bis 1999 Katholische Theologie am Instituto de Filosofia e Teologia da Arquidiocese de Vitória. Er wurde am 18. Dezember 1999 in Ibatiba zum Diakon geweiht und empfing am 25. März 2000 in Cachoeiro de Itapemirim das Sakrament der Priesterweihe für das Bistum Cachoeiro de Itapemirim.
Von 2000 bis 2001 war Andherson Franklin Lustoza de Souza als Pfarradministrator der Pfarrei Senhora Sant’Ana in Apiacá tätig. 2001 wurde er für weiterführende Studien nach Rom entsandt, wo er 2004 an der Päpstlichen Universität Gregoriana ein Lizenziat erwarb und 2009 mit der Arbeit Nova criação em Cristo: estudo exegético-teológico de Gl 6,11–18 e 2 Cor 5,11–21 („Neuschöpfung in Christus: exegetisch-theologische Studie zu Gal 6,11–18 und 2 Kor 5,11–21“) im Fach Biblische Theologie promoviert wurde. Nach der Rückkehr in seine Heimat wurde Andherson Franklin Lustoza de Souza Pfarrer der Pfarrei Sagrado Coração de Jesus in Itaipava. Ab 2016 war er Pfarrvikar der Pfarrei Nosso Senhor dos Passos in Cachoeiro de Itapemirim.
Neben seiner Tätigkeit in der Pfarrseelsorge lehrte Andherson Franklin Lustoza de Souza ab 2009 am Instituto de Filosofia e Teologia da Arquidiocese de Vitória, an der Escola Diaconal Santo Estevão in Cachoeiro de Itapemirim und am Instituto Teológico Dom Hermínio Malzone Hugo in Governador Valadares. Zudem war er von 2016 bis 2021 Diözesankoordinator für die Pastoral und gehörte ab 2019 dem Priesterrat und dem Konsultorenkollegium des Bistums Cachoeiro de Itapemirim an.
Am 22. Dezember 2021 ernannte ihn Papst Franziskus zum Titularbischof von Tituli in Numidia und zum Weihbischof in Vitória. Der Erzbischof von Vitória, Dario Campos OFM, spendete ihm am 19. Februar 2022 in der Kathedrale São Pedro Apóstolo in Cachoeiro de Itapemirim die Bischofsweihe; Mitkonsekratoren waren der emeritierte Erzbischof von Vitória, Luiz Mancilha Vilela SS.CC., und der Bischof von Cachoeiro de Itapemirim, Luiz Fernando Lisboa CP. Sein Wahlspruch Euntes Docete Gentes („Geht die Völker zu lehren“) stammt aus Mt 28,19-20 .

## Schriften
- Nova criação em Cristo: estudo exegético-teológico de Gl 6,11–18 e 2 Cor 5,11–21. Rom 2009, OCLC 729999945.